# Egoteísmo
El egoteísmo puede referirse a la autodeificación del ser, dando como primicia que la idea de Dios es nada más que una concepción del propio ser. La posición última presupone la imposibilidad de tomar la divinidad fuera del yo, una denegación de la validez de fe, también una persona egoteísta niega todas las tradiciones del teísmo, excepto el deísmo y el no teísmo, al ser variantes mayormente enfocadas en la individuación, mas no en la adoración. Se identifica como divino únicamente al propio individuo o bien del ser. En el hinduismo encontramos el término ātman como el "sí mismo" o "alma").